# Leimbach (Haut-Rhin)
Leimbach település Franciaországban, Haut-Rhin megyében. Lakosainak száma 928 fő (2022. január 1.). Leimbach Vieux-Thann, Roderen, Thann, Rammersmatt és Aspach-Michelbach községekkel határos.

## Népesség
A település népességének változása:
| Lakosok száma | 844  | 860  | 897  | 888  | 898  | 909  | 918  | 923  | 928  |
|               | 2013 | 2015 | 2016 | 2017 | 2018 | 2019 | 2020 | 2021 | 2022 |